# Allen Boothroyd
Allen Boothroyd é um designer britânico. Ele cursou desenho industrial no Royal College of Art e em 1977 co-fundou a Meridian Audio Ltd.. Entre seus produtos mais conhecidos, estão os gabinetes dos microcomputadores Acorn Atom e BBC Micro (um dos mais vendidos em toda a história da microinformática).

## Galeria

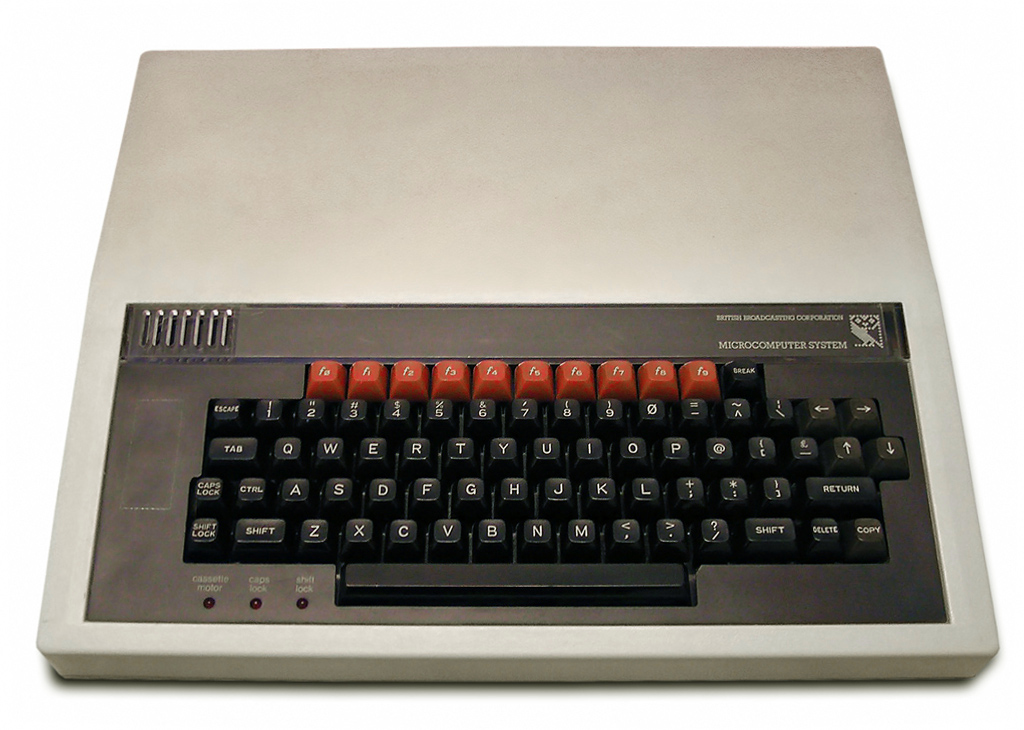
BBC Micro.
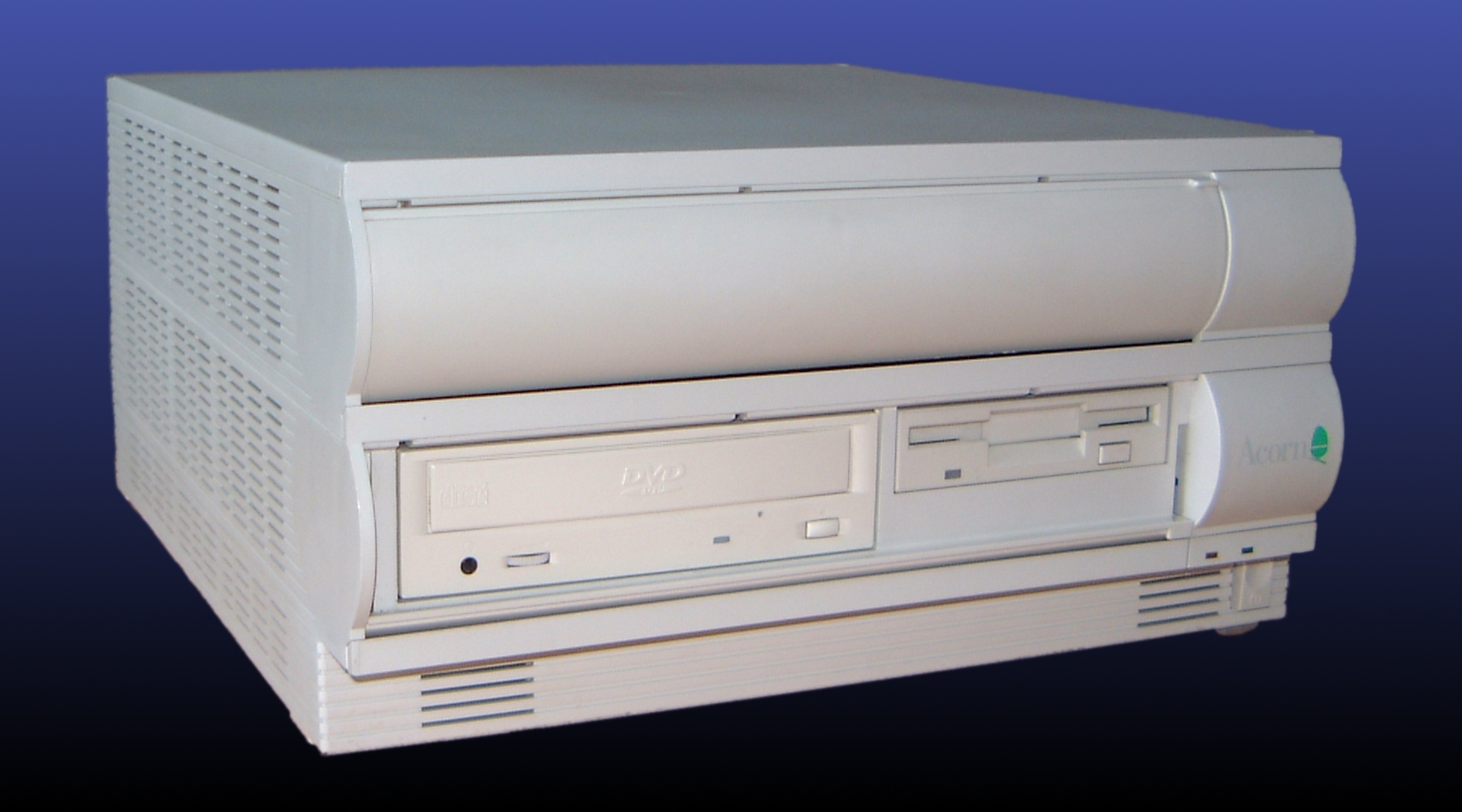
Risc PC.